# 저드슨 피어스 모르간
저드슨 피어스 모건(Judson Pearce Morgan)은 미국의 배우, 영화 감독이다.
샌타바버라에서 태어났다.

## 작품 목록

### 영화
- The Wager (2007) - 연출
- 더 콜렉티브 (2008, The Collective) - 공동 연출·각본·제작
- Other Plans (2008) - 제작 (단편)